# Adakélé
Adakélé (ou Adekele) est une localité du Cameroun située dans le département du Mayo-Sava et la région de l'Extrême-Nord, à la frontière avec le Nigeria. Elle fait partie de la commune de Mora et du canton de Mémé. 

## Population
En 1966-1967, la localité comptait 234 habitants, des Peuls et des Mora.
Lors du recensement de 2005, on y a dénombré 207 personnes.